# Cortinarius varius
Cortinarius varius es un hongo basidiomiceto del género Cortinarius. El hongo tiene tapas amarillo-anaranjadas que alcanzan hasta 10 cm (3,9 in) de diámetro, y tallos espesos en forma de mazo, de hasta 10 cm (3,9 in) de largo.

## Taxonomía
La especie fue descrita por primera vez como Agaricus varius por Jacob Christian Schäffer en 1774. Su nombre actual se le fue otorgado por Elias Magnus Fries en 1838. Se conoce comúnmente como el "webcap contrario" en inglés.

## Hábitat y distribución
Los esporocarpos de Cortinarius varius crecen en grupos en los bosques de coníferas, también en los claros y en el borde del bosque, desde el final del verano hasta finales del otoño, cuando las heladas se establecen. En algunos lugares es una especie común, en otros muy rara, ya que prefiere los suelos calcáreos.